# Palazzo Aldobrandeschi
Il Palazzo della Provincia, noto come Palazzo Aldobrandeschi, è un palazzo del centro storico di Grosseto, sede della Provincia di Grosseto.
La facciata principale dell'edificio, rivolta verso ovest, si affaccia su piazza Dante e ne delimita il lato orientale, presso il quale vi è l'imbocco di strada Ricasoli che, scendendo leggermente, conduce in piazza del Sale.

## Storia
Agli esordi del 1898 cinquecento cittadini grossetani inviano al consiglio provinciale una petizione per l'acquisto e il ripristino dell'antico Palazzo Pretorio, destinandolo a sede degli uffici della provincia: il palazzo, dopo essere stato per lungo tempo sede di magistrature civili e uffici pubblici, ospitava all'epoca appartamenti privati e botteghe ed era composto da quattro diversi nuclei accorpati. Dopo aver accantonato, per la forte opposizione della popolazione, l'ipotesi di costruire la propria sede fuori delle mura, il consiglio provinciale delibera il progetto di nuova costruzione dell'immobile, demolendo gli edifici preesistenti. Vengono incaricati della redazione del progetto l'architetto Lorenzo Porciatti e l'ingegner Ciriaco Salvadori; la commissione giudicatrice, presieduta dall'architetto Guglielmo Calderini di Perugia, orienta la scelta verso il progetto del grossetano Porciatti, in considerazione dei costi e dell'aspetto estetico dell'opera.

Sulla stampa locale dell'epoca si legge: 
Il progetto realizzato, diverso da quello sottoposto alla commissione, è sostanzialmente rimaneggiato e modificato su "consiglio" del Calderini. Le demolizioni sono avviate nell'autunno del 1899 e i lavori, eseguiti dalla ditta Piero Ciabatti di Grosseto per una spesa totale di 68.408 lire, vengono iniziati il 5 aprile del 1900.
Il nuovo palazzo è ufficialmente inaugurato il 31 maggio del 1903 alla presenza delle autorità.

## Descrizione
L'edificio è situato nel cuore del centro storico di Grosseto, in un'area che costituisce il centro nevralgico della città "intra moenia", attraversato dal corso decumano dell'asse di via Carducci.
La facciata del palazzo definisce il fronte settentrionale di Piazza Dante, detta anche piazza delle Catene, ed è circondata a ovest dal fianco lapideo della cattedrale e a sud e a est dai due fronti porticati della piazza, caratterizzati dall'accorpamento di diverse unità su tre e quattro piani, alcune delle quali connotate dal medesimo lessico neogotico di Palazzo Aldobrandeschi.
Il lotto su cui insiste il palazzo è delimitato dai due antichi e angusti borghi di via Aldobrandesca (a ovest) e Galilei (a est) e confina a sud con altre unità residenziali.

### Esterno
Il palazzo presenta una pianta poligonale e una volumetria articolata, sviluppata su due, tre e quattro piani fuori terra più un livello ammezzato.
L'edificio è fortemente connotato dal carattere neogotico, rintracciabile nell'articolazione dei volumi e esplicitato negli elementi formali e decorativi, dell'esterno come dell'interno, e nell'uso dei materiali, travertino e mattoni, che rimanda chiaramente agli edifici pubblici del gotico senese.
Il fronte principale, sulla centrale Piazza Dante, presenta un andamento articolato e asimmetrico ed è composto da quattro diversi nuclei costituiti da due torri (più alta quella più prossima al Duomo) intervallate da due corpi più bassi.
Il piano terra, qualificato dal basamento in travertino, è ritmato da una serie di aperture - un portale archivoltato, cinque aperture finestrate e una feritoia - con arco a sesto ribassato e ghiera archiacuta (nelle sei lunette del portale delle aperture sono presenti altrettanti stemmi con simboli araldici).
Il piano nobile è ricondotto a maggior simmetria grazie alla teoria di sette finestre trifore (trilobate, con colonnine in marmo, ghiera in mattoni e stemmi nella lunetta come per i portali sottostanti): la centrale, in realtà una porta finestra, affaccia su un balconcino con mensole in marmo di foggia rinascimentale e davanzale in marmo traforato.
Il terzo piano è caratterizzato da tre bifore (trilobate e con colonnine in marmo) e da una quadrifora in corrispondenza della torre centrale; la torre situata all'estremità occidentale presenta inoltre due luci quadrate, con cornice modanata in marmo, al quarto livello.
Il fronte è concluso da una cornice a beccatelli (con archetti in mattoni e mensole in marmo) e da un attico merlato in mattoni e travertino, laddove i merli sono tagliati da semplici feritoie; tale motivo qualifica gerarchicamente il fronte principale rispetto a quelli laterali, che ne sono sprovvisti.
Sull'angolo con la via Galileo il fronte, smussato, presenta al primo livello un balconcino in marmo, a pianta poligonale, e una finestra con ghiera mistilinea e la merlatura dell'attico è sostituita da un archetto su pilastri che evoca la vela dei campanili medievali, evidente allusione all'antico richiamo della popolazione.
Il lato occidentale, su quattro livelli, è caratterizzato da una muratura in laterizio per i primi tre piani, scanditi da semplici aperture archivoltate, ed è concluso da una loggia a quattro fornici a tutto sesto inserita in un paramento in travertino.
Il lato orientale, su due livelli, è una semplice cortina in mattoni con tre aperture arcate per piano.

### Interno
Dal portale sulla piazza si accede ad un andito, goticamente caratterizzato grazie alle decorazioni pittoriche delle pareti e della finta volta a crociera; la scala in pietra serena, di ispirazione scarpiana, è invece il risultato del restauro degli anni novanta.
Alla destra dell'andito si accede ad un'ampia sala riunioni, completamente riqualificata a seguito del recente restauro, e ad alcuni locali di servizio; alla sinistra si giunge alla portineria, alla scala di servizio e all'ascensore.
In asse con l'andito è situato il vano scale, anch'esso medievaleggiante, con volta a crociera su mensole, finestrone triforo e scala a tre rampe con pilastro ottagono in travertino e balaustra a colonnette in pietra serena.
Al piano nobile sono situati gli uffici della direzione e, in corrispondenza con la sottostante sala conferenze, la sala del Consiglio: questa presenta sul lato nord tre monofore archiacute, che affacciano su una chiostrina interna, ed è caratterizzata dalla decorazione neogotica alle pareti (opera come per il piano terra e per le lunette della facciata dei pittori fiorentini Torrini e Vanni) e dai banchi e sedute in legno, progettate dallo stesso Porciatti.
Il terzo piano, al quale si accede dalla scala di servizio, riguarda soltanto due dei quattro nuclei che compongono l'edificio ed è completamente destinato ad uffici distribuiti attorno al centrale corridoio; il quarto piano è composto di un unico vano (l'interno della torre occidentale) e la superficie rimanente è destinata a terrazza praticabile, articolata su diversi livelli e raccordata da scale.